# Харизматическая власть

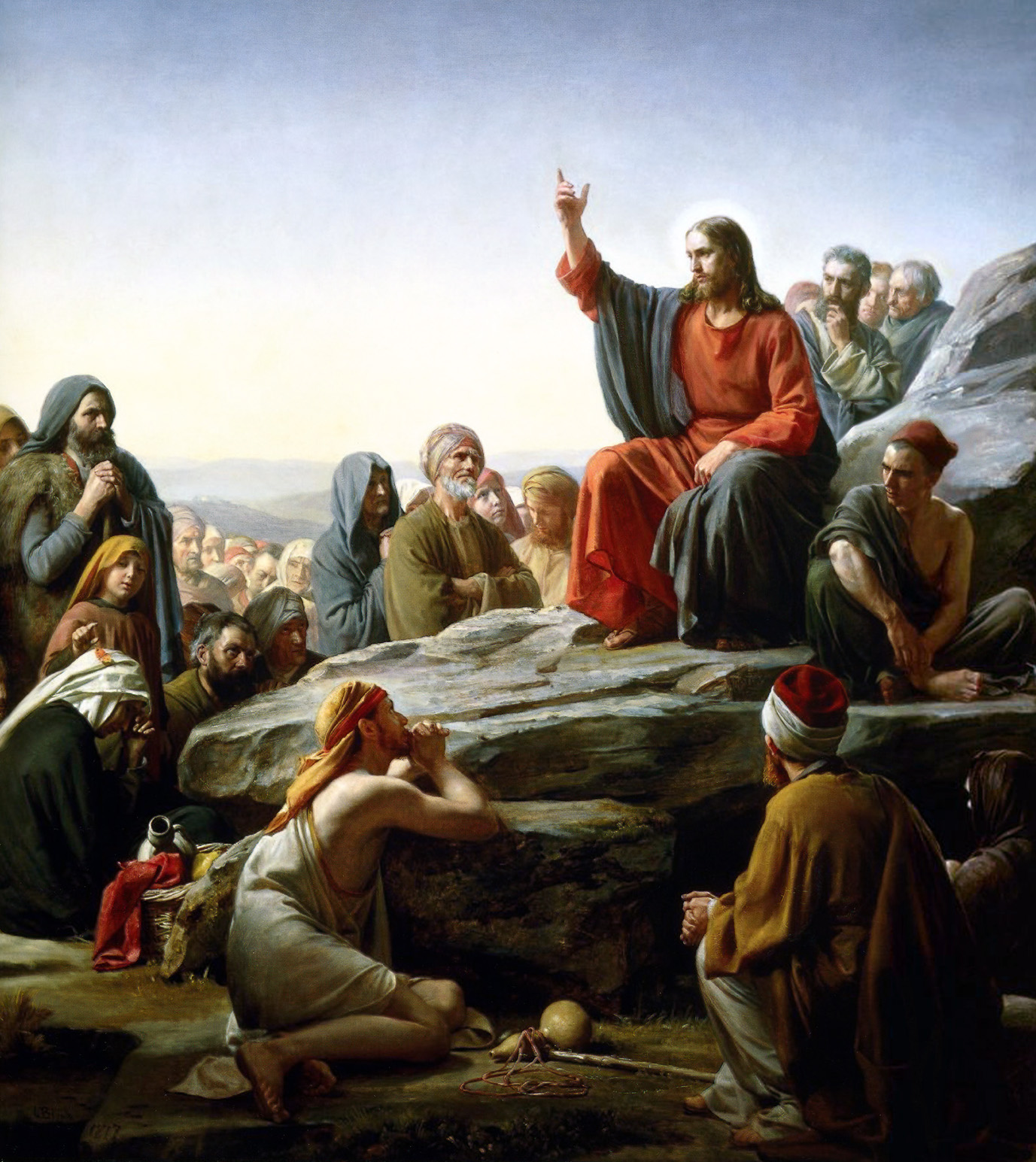
Иисус Христос, согласно М. Веберу, являлся харизматичным религиозным лидером.

Харизматическая власть (господство)  основана, согласно Максу Веберу, на «приверженности подчиненных своему вождю или лидеру, вызванной его исключительными качествами».
Харизматическая власть является одной из трёх исторических систем господства, сформулированной Вебером как трёхсоставная классификация господства; остальные две составляющие — традиционное господство и рационально-легальное господство. Эта концепция оказала значительное влияние на социологов.

## Характеристики
Харизматическая власть основана на исключительных качествах, приписываемых лидеру. Сам термин харизма (от греч. χάρισμα , «милость», «божественный дар», «благодать») ввел в социологический концептуальный аппарат немецкий теолог Эрнст Трёльч. При наличии этого типа власти приказы исполняются потому, что последователи или ученики убеждены в совершенно особом характере своего вождя, власть которого превосходит обычную, существующую и известную им. Возможно, этими способностями наделяют его адепты, хотя они и считают, что его наделяют этим даром некие высшие силы. В таком случае не играют особой роли ни происхождение, ни связанная с ним наследственность, ни другие рациональные соображения — только личные качества лидера. Наличие харизмы означает прямую, непосредственно осуществляемую власть.
Довольно часто, после смерти лидера ученики разносят харизматические верования или превращают их в традиционную («официальную харизму»), либо рационально-законную формы. Поэтому сама по себе харизматическая власть не имеет стабильного и долговременного характера.

## Харизматическая власть по Веберу
Макс Вебер в процессе своей научной деятельности подробно рассмотрел феномен харизматической власти и характерного для такой её формы типаж правителя. В первую очередь, социолог считал такой тип господства идеально-типической моделью, то есть это означает, что она заведомо недостижима в полном объёме и является лишь теоретической разработкой для последующей характеристики режимов, стремящихся к «идеалу» харизматического господства, однако следует понимать, что власти, основанной исключительно на харизме, не может существовать.
Вебер не считал целесообразным предпринимать попытки выяснения времени, места и условий возникновения первого харизматического лидера, так как люди с таким типом характера, по его мнению, существовали и всегда и время от времени занимали государственные посты.
Определение харизмы в теории Макса Вебера весьма специфично: оно не носит характер строго научного социологического понятия. Он утверждал, что харизма — это некий набор уникальных качеств, которые позволяют человеку вести за собой народные массы, становиться вождём. Эти качества, по мнению Вебера, являются даром божественным, так как их самих он считал исключительно сверхъестественными. При этом, в силу специфичности личностного устройства лидера данного типа, он постоянно нуждается в признании со стороны народа, чтобы продолжать оставаться у власти или сохранять свой авторитет. Таким образом, харизматическое лидерство не является устойчивой формой господства.
Кроме того, харизматическое лидерство не обязательно является уделом одного «вождя». Это может быть и политическая харизматическая элита, которая имеет ряд различий с обычной элитой, существующей при любом другом типе господства. Главная особенность вышеназванной элиты заключается в нетипичном принципе её формирования — это не назначенные или выбранные по принципу оценки их способностей и политической программы люди. Чаще всего эту элиту вокруг себя формирует сам лидер, руководствуясь абсолютно иррациональными соображениями. Вебер определяет эту группу как эмоциональную общность. То есть главный фактор формирования — доверие вождя, а внутри самой элиты зачастую отсутствует формальная организованность. Таким образом, данный тип господства является противоположным бюрократическому.

## Известные харизматические лидеры
Примерами харизматических лидеров, по Веберу, являются Иисус Христос, Адольф Гитлер, Махатма Ганди.